# Nils Zumbeel
Nils Zumbeel (Meppen, 19 januari 1990) is een Duits voormalig professioneel voetballer die speelde als doelman. Tussen 2009 en 2023 was hij actief voor VfL Osnabrück, Borussia Hildesheim en SV Holthausen/Biene.

## Clubcarrière
Zumbeel begon met voetballen bij SV Meppen in zijn geboorteplaats, maar na een tijd stapte de doelman over naar de jeugdopleiding van VfL Osnabrück. Daar speelde hij tot 2009, toen hij opgenomen werd in het eerste elftal van de club. Op 7 april 2012 maakte Zumbeel zijn professionele debuut voor de club, toen hij in het uitduel met Carl Zeiss Jena (2-0 nederlaag) in de basis begon en de volledige negentig minuten volmaakte. Zumbeel bleef echter vaak tweede doelman en speelde pas bij een blessure of andere afwezigheid van een concurrent. In de zomer van 2014 maakte hij transfervrij de overstap naar Borussia Hildesheim, waar hij zijn handtekening zette onder een verbintenis voor de duur van drie seizoenen. Dit contract werd later verlengd tot medio 2018. Ook in 2018, 2019 en 2020 kwam er een jaar extra bij. Uiteindelijk verliet hij de club in 2021. Een jaar later tekende de doelman bij SV Holthausen/Biene. Medio 2023 besloot Zumbeel op drieëndertigjarige leeftijd een punt te zetten achter zijn actieve loopbaan.